# Chinaia caprella
Chinaia caprella är en insektsart som beskrevs av Kramer 1958. Chinaia caprella ingår i släktet Chinaia och familjen dvärgstritar. Inga underarter finns listade i Catalogue of Life.